# Federico Cervi
Federico Cervi (ur. 9 lipca 1961 w Brescii) – włoski szermierz, wielokrotny medalista mistrzostw świata.
Podczas mistrzostw świata w Melbourne w 1979 roku Włosi w składzie: Andrea Borella, Fabio Dal Zotto, Federico Cervi, Mauro Numa i Carlo Montano wywalczyli srebrny medal we florecie drużynowym. W tej samej konkurencji zdobył również złote medale na mistrzostwach świata w Barcelonie (1985), mistrzostwach świata w Sofii (1986) i mistrzostwach świata w Lyonie (1990) oraz brązowy na mistrzostwach świata w Rzymie (1982). Ponadto na MŚ 1982 i MŚ 1987 zdobywał brązowe medale w zawodach indywidualnych (w 1982 wyprzedzili go Aleksandr Romankow z ZSRR i Włoch Mauro Numa, a w 1987 Mathias Gey i Matthias Behr z RFN).
Na igrzyskach olimpijskich w Moskwie w 1980 roku zajął 21. miejsce we florecie indywidualnym. Został też zgłoszony do występu w szpadzie drużynowej, jednak ostatecznie nie wystartował. Brał też udział w igrzyskach olimpijskich w Seulu w 1988 roku, gdzie zajął siódme miejsce we florecie drużynowym.